# Le Chefresne

Le Chefresne este o comună în departamentul Manche, Franța. În 1 ianuarie 2018 avea o populație de 303 de locuitori.